# 룸비니

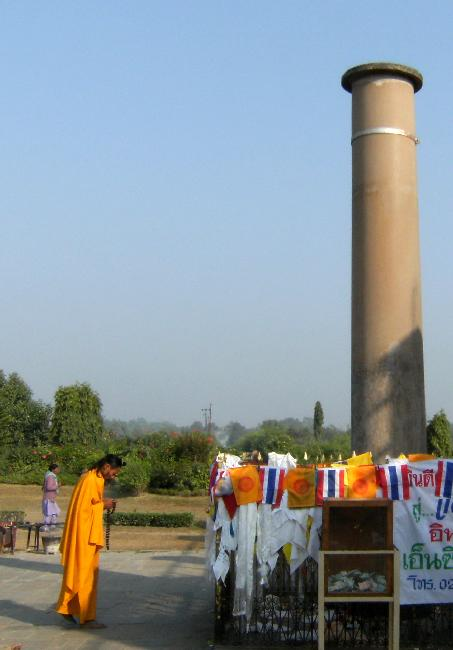
룸비니

룸비니(산스크리트어: लुम्बिनी)는 뒤에 석가모니가 된 샤카 왕자인 싯다르타 고타마가 태어난 신성한 곳으로 네팔 룸비니주에 있다. 불교 8대성지 중 한곳이다.
이 탄생지는 1896년에 2,200년 전 인도 아소카 황제의 기념 기둥을 발견함으로써 가장 중요한 불교유적지로 인정받게 되었으며, 현재 국제적인 후원 아래 룸비니 개발 계획으로 르네상스를 맞고 있다. 룸비니 주요 매력은 8km3에 펼쳐져 있으면서 역사지의 보물을 모두 소유한 신성한 정원이다. 현재 개축중에 있는 마야데비 사원은 성지순례자와 고고학자와 같은 사람들에게 주요 방문지다. 붓다 어머니인 마야데비의 얕은 양각을 발견할 수 있는 이곳은 브라마와 인드라의 힌두신으로써 그를 낳고, 연꽃잎과 성수로 목욕시켰던 곳이다. 마야데비사원 서쪽으로 네팔에서 발견된 가장 오래된 기념물인 아소카 석주가 서 있다. 이 기둥은 기원전 249년 아소카 황제가 이 성지를 순례한 기념으로 세웠다. 브라미어로 새긴 기둥조각이 기원전 623년에 태어난 붓다의 출생지가 바로 이 룸비니라는 것을 확실하게 보여준다.

룸비니
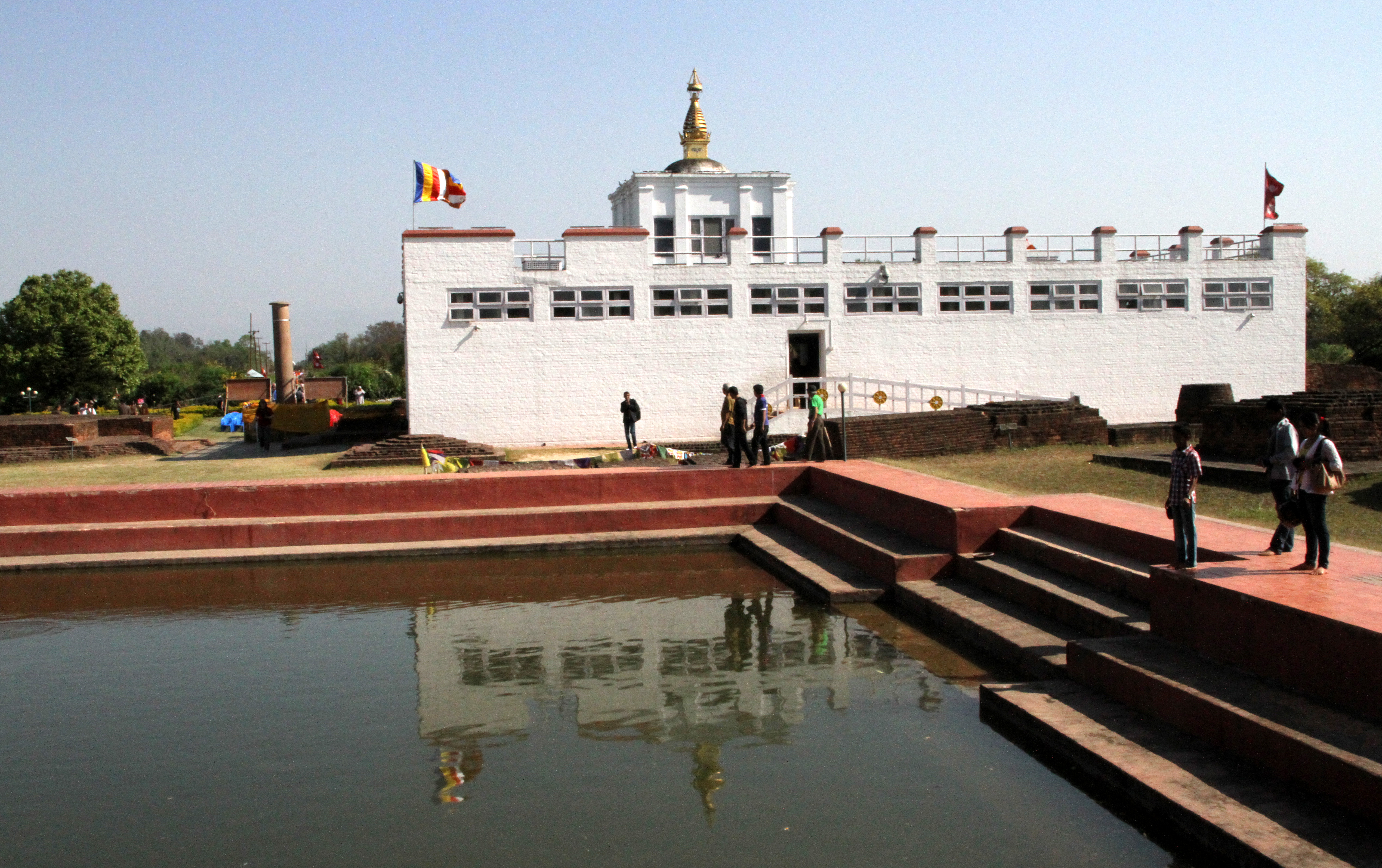
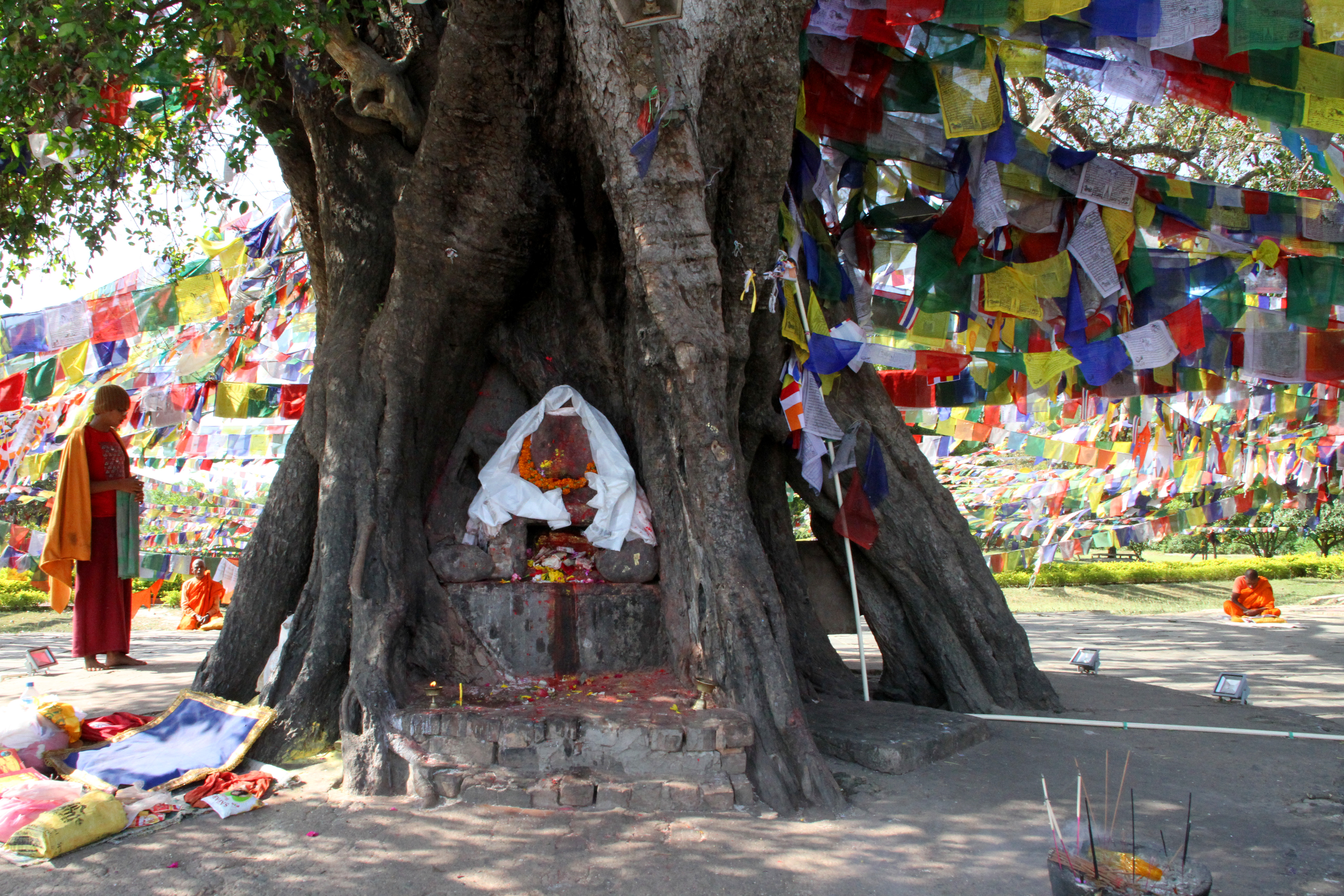
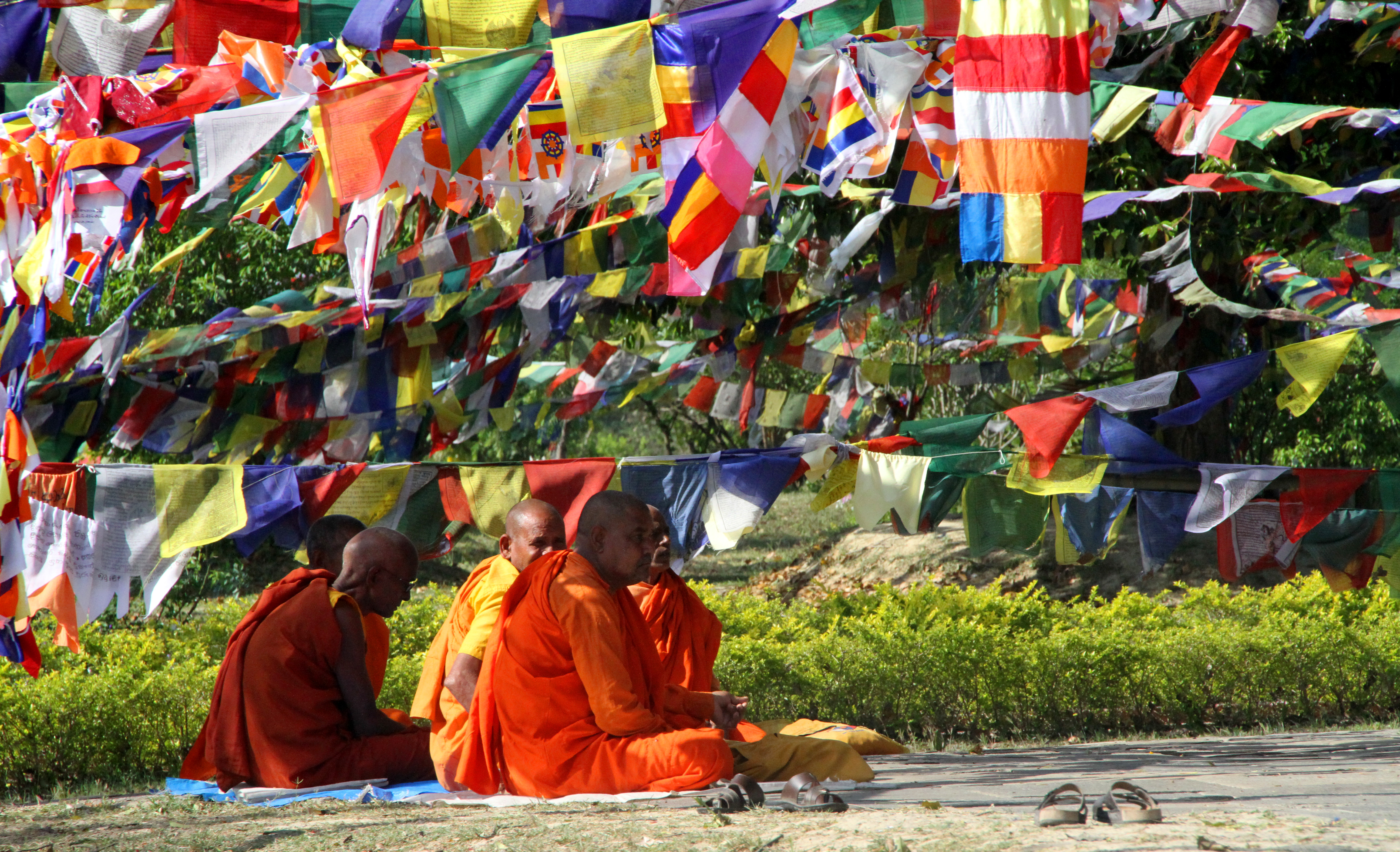
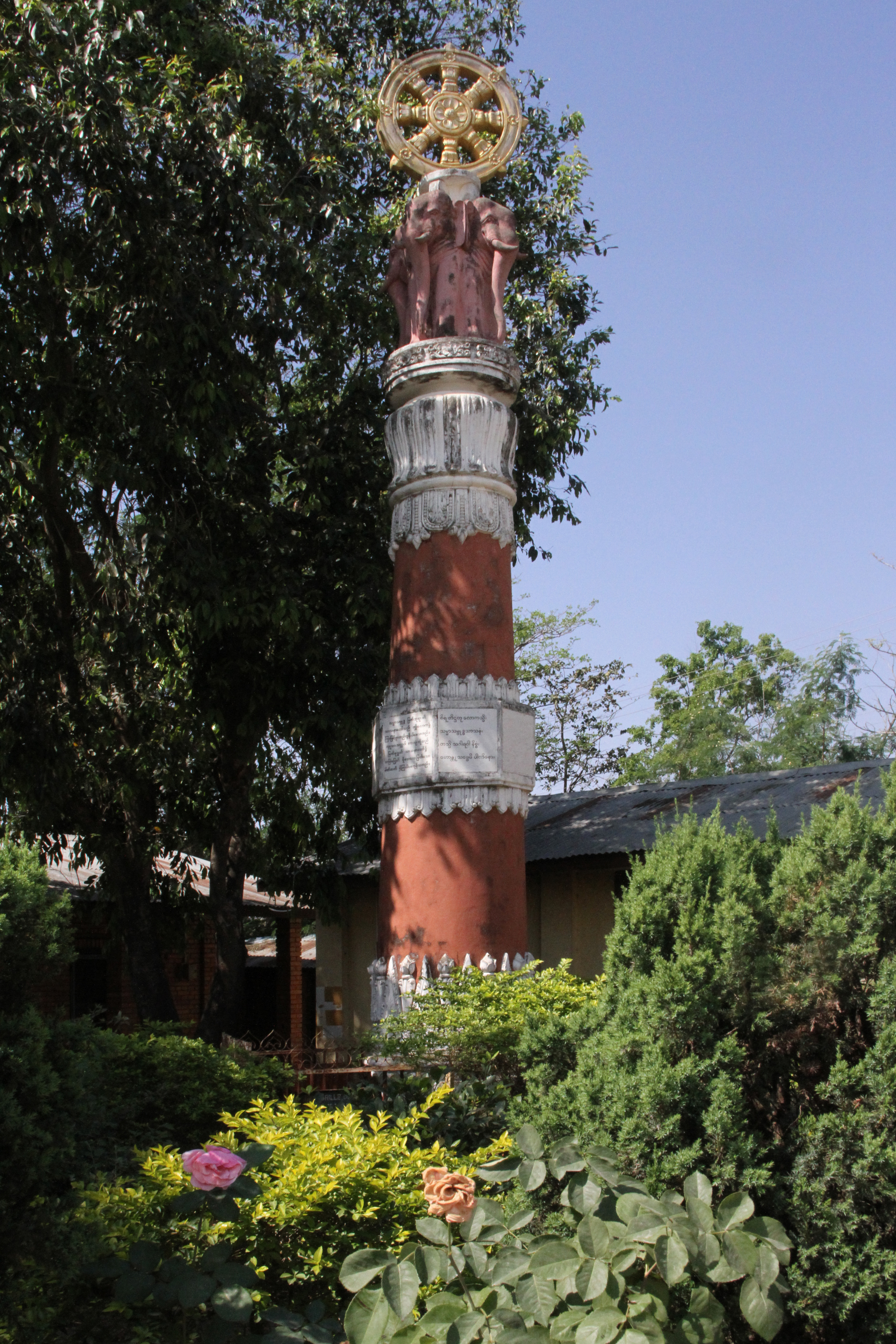
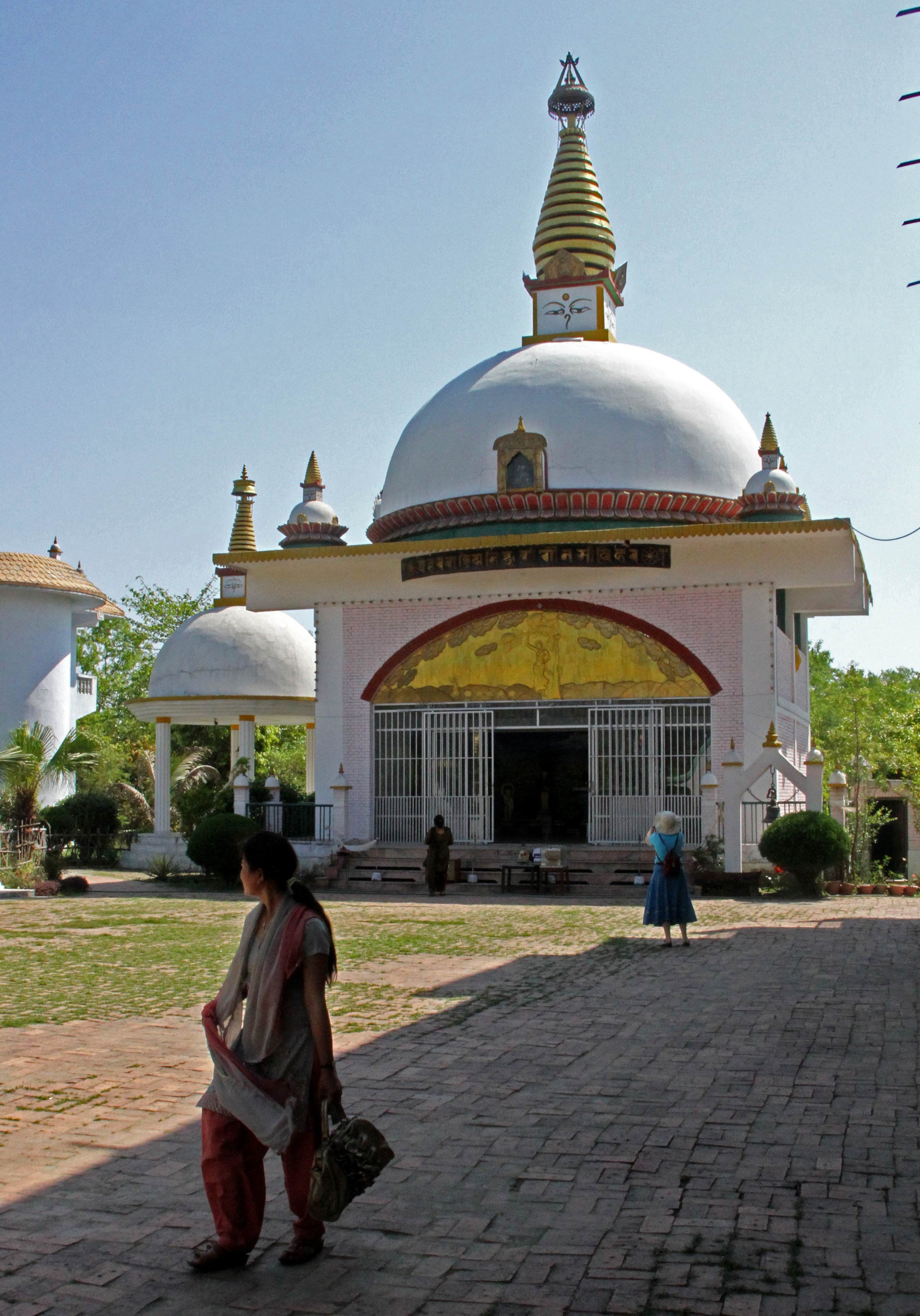
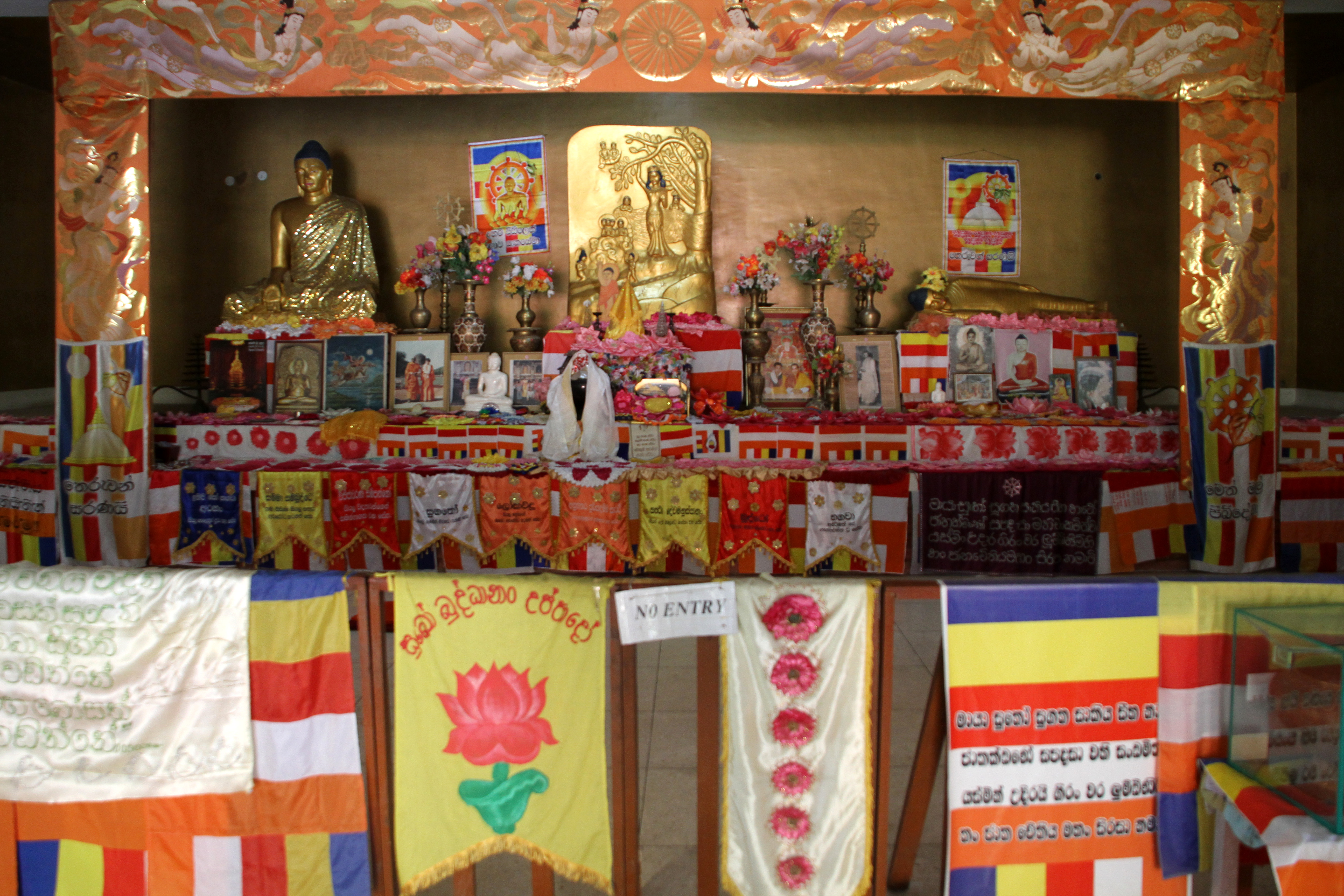
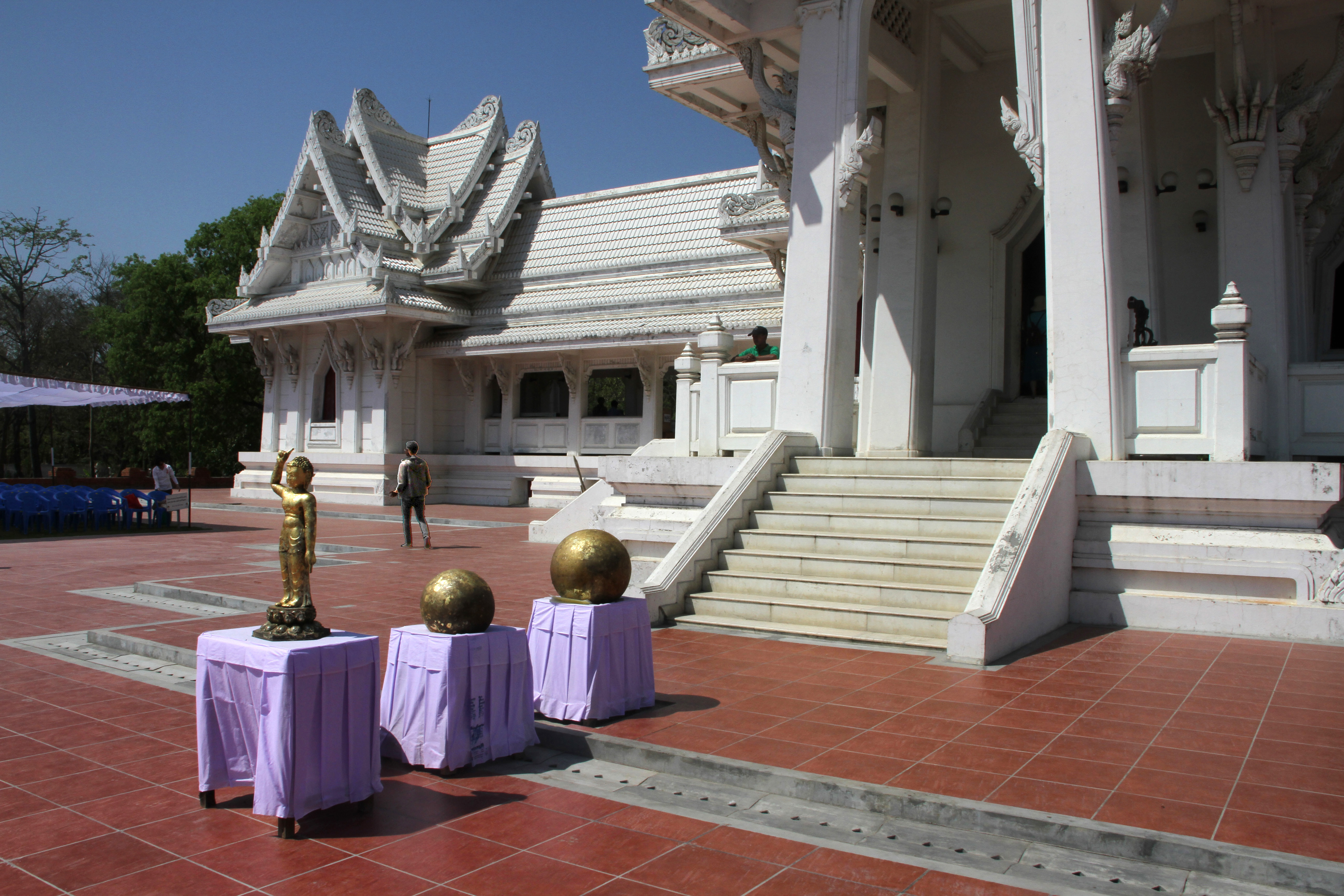
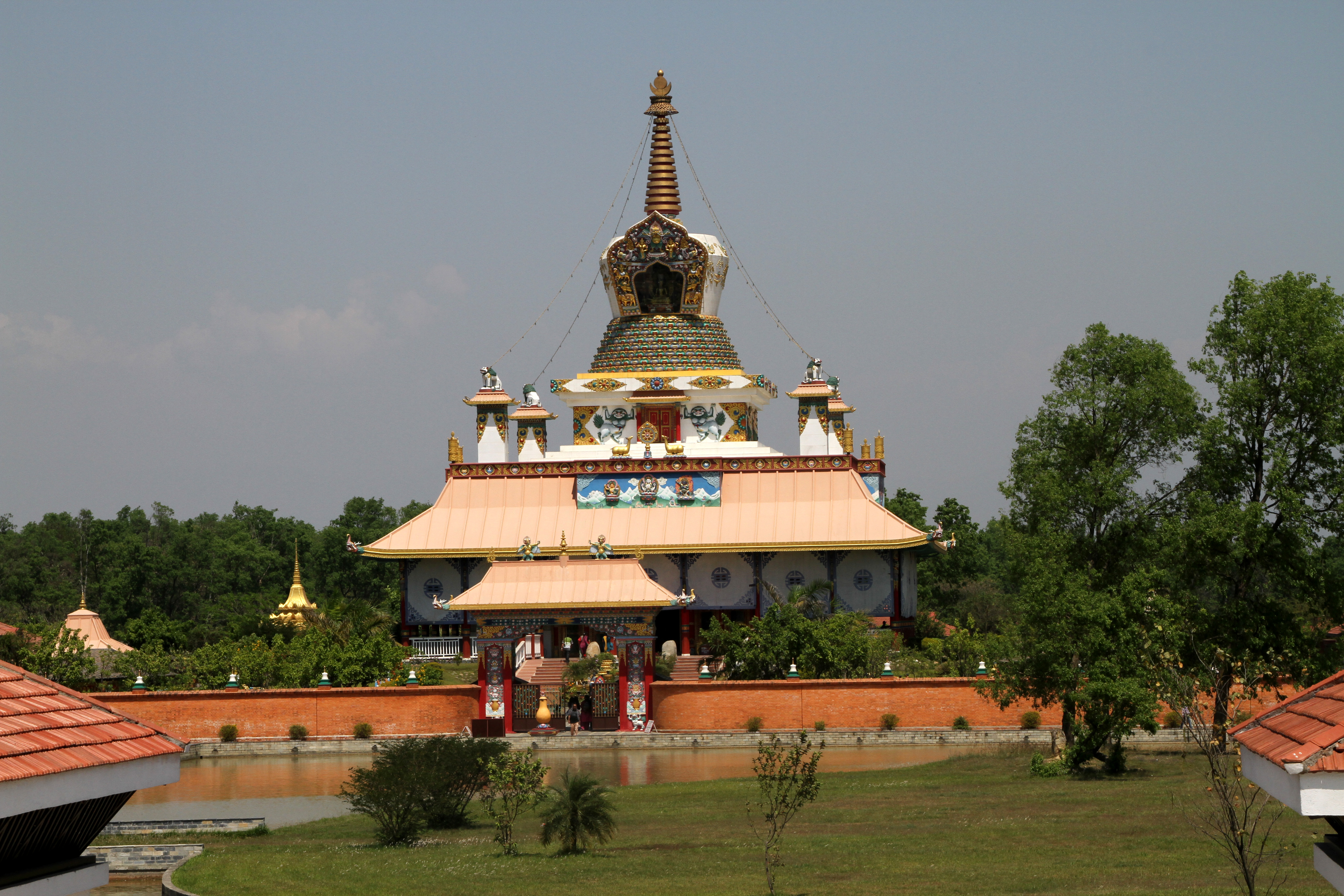

## 같이 보기
- 부다가야
- 사르나트
- 쿠시나가르
- 아소카의 기둥
- 라즈기르